# Back Bay (Antarktika)
Die Back Bay ist eine Bucht an der Fallières-Küste des Grahamlands im Norden der Antarktischen Halbinsel. Sie liegt zwischen der Stonington- und der Fitzroy-Insel. Ihr Kopfende wird durch den Northeast-Gletscher gebildet.
Erstmals vermessen wurde die Bucht bei der United States Antarctic Service Expedition (1939–1941). Teilnehmer dieser Forschungsreise benannten sie nach ihrer geographischen Lage auf der rückwärtigen, d. h. nordöstlichen, Seite der Stonington-Insel.